# احمد عرب‌پور
احمد عرب پور یکی از بازیکنان فوتبال ایران است. این بازیکن در طول در دوران حضورش، در تیم‌های مختلفی من‌جمله سنگ آهن بافق مشارکت داشته است.